# Карамышевский сельсовет (Алтайский край)
Карамышевский сельсовет — муниципальное образование со статусом сельского поселения и административно-территориальное образование в Змеиногорском районе Алтайского края России. Административный центр — село Карамышево.

## Население
| 1997  | 1998  | 1999  | 2000  | 2001  | 2002  |
| ----- | ----- | ----- | ----- | ----- | ----- |
| 2270  | ↘2259 | ↗2260 | ↗2266 | ↘2082 | ↘1979 |
| 2003  | 2004  | 2005  | 2006  | 2007  | 2008  |
| ↗1984 | ↗2026 | ↗2068 | ↘1961 | ↘1932 | ↗1971 |
| 2009  | 2010  | 2011  | 2012  | 2013  | 2014  |
| ↗1974 | ↘1722 | ↘1711 | ↘1662 | ↘1634 | ↗1647 |
| 2015  | 2016  | 2017  | 2018  | 2019  | 2020  |
| ↘1644 | ↘1611 | ↘1606 | ↘1591 | ↘1562 | ↘1554 |
| 2021  |       |       |       |       |       |
| ↘1502 |       |       |       |       |       |

По результатам Всероссийской переписи населения 2010 года, численность населения муниципального образования составила 1722 человека, в том числе 837 мужчин и 885 женщин. Оценка Росстата на 1 января 2012 года — 1662 человека.

## Населённые пункты
В состав сельского поселения входит 4 населённых пункта:
- посёлок Берёзовка,
- посёлок Воронеж,
- село Карамышево,
- посёлок Новокузнецовка.

- Абрамовка, Давыдовск — упразднённые в 1989 году посёлки.
- Петровский — упразднённый в 1985 году посёлок.